# Liste der Biografien/Mulh
Liste der Biografien |
Portal Biografien |
Personensuche
# |
A |
B |
C |
D |
E |
F |
G |
H |
I |
J |
K |
L |
M |
N |
O |
P |
Q |
R |
S |
T |
U |
V |
W |
X |
Y |
Z |
?
 
Ma |
Mb |
Mc |
Md |
Me |
Mf |
Mg |
Mh |
Mi |
Mj |
Mk |
Ml |
Mm |
Mn |
Mo |
Mp |
Mq |
Mr |
Ms |
Mt |
Mu |
Mv |
Mw |
Mx |
My |
Mz
 
Mua |
Mub |
Muc |
Mud |
Mue |
Muf |
Mug |
Muh |
Mui |
Muj |
Muk |
Mul |
Mum |
Mun |
Muo |
Mup |
Muq |
Mur |
Mus |
Mut |
Muu |
Muv |
Muw |
Mux |
Muy |
Muz
 
Mula |
Mulb |
Mulc |
Muld |
Mule |
Mulf |
Mulg |
Mulh |
Muli |
Mulj |
Mulk |
Mull |
Mulm |
Muln |
Mulo |
Mulr |
Muls |
Mult |
Mulu |
Mulv |
Mulw |
Muly |
Mulz
Die Liste der Biografien führt alle Personen auf, die in der deutschsprachigen Wikipedia einen Artikel haben. Dieses ist eine Teilliste mit 37 Einträgen von Personen, deren Namen mit den Buchstaben „Mulh“ beginnt.

## Mulh

### Mulha
- Mulhall, Daniel (* 1955), irischer Diplomat
- Mulhall, Jack (1887–1979), US-amerikanischer Filmschauspieler
- Mulhall, John (1938–2022), britischer Kunstturner
- Mulhall, Kimberly (* 1991), australische Kugelstoßerin und Diskuswerferin
- Mulhall, Michael (* 1962), kanadischer Geistlicher und römisch-katholischer Erzbischof von Kingston
- Mulhare, Edward (1923–1997), irisch-amerikanischer Schauspieler
- Mulhare, Mary (* 1993), irische Langstreckenläuferin
- Mülhaupt, Erwin (1905–1996), deutscher evangelischer Theologe und Kirchenhistoriker
- Mülhaupt, Ludwig (1912–1997), deutscher Wirtschaftswissenschaftler und Hochschullehrer
- Mülhaupt, Rolf (* 1954), deutscher Chemiker (Makromolekulare Chemie)
- Mülhause, Carl Friedrich (1824–1883), Gutsbesitzer und Abgeordneter
- Mülhause-Vogeler, Therese (1893–1984), deutsche Lehrerin, Graphologin, Schriftstellerin und Vertreterin der Freikörperkultur
- Mülhausen, Karl-Heinz (1937–2023), deutscher Fußballspieler

### Mulhe
- Mulhearn, Ken (1945–2018), englischer Fußballtorhüter
- Mülhens, Ferdinand (1844–1928), deutscher Unternehmer und GutsbesitzerFerdinand Mülhens (1844–1928)

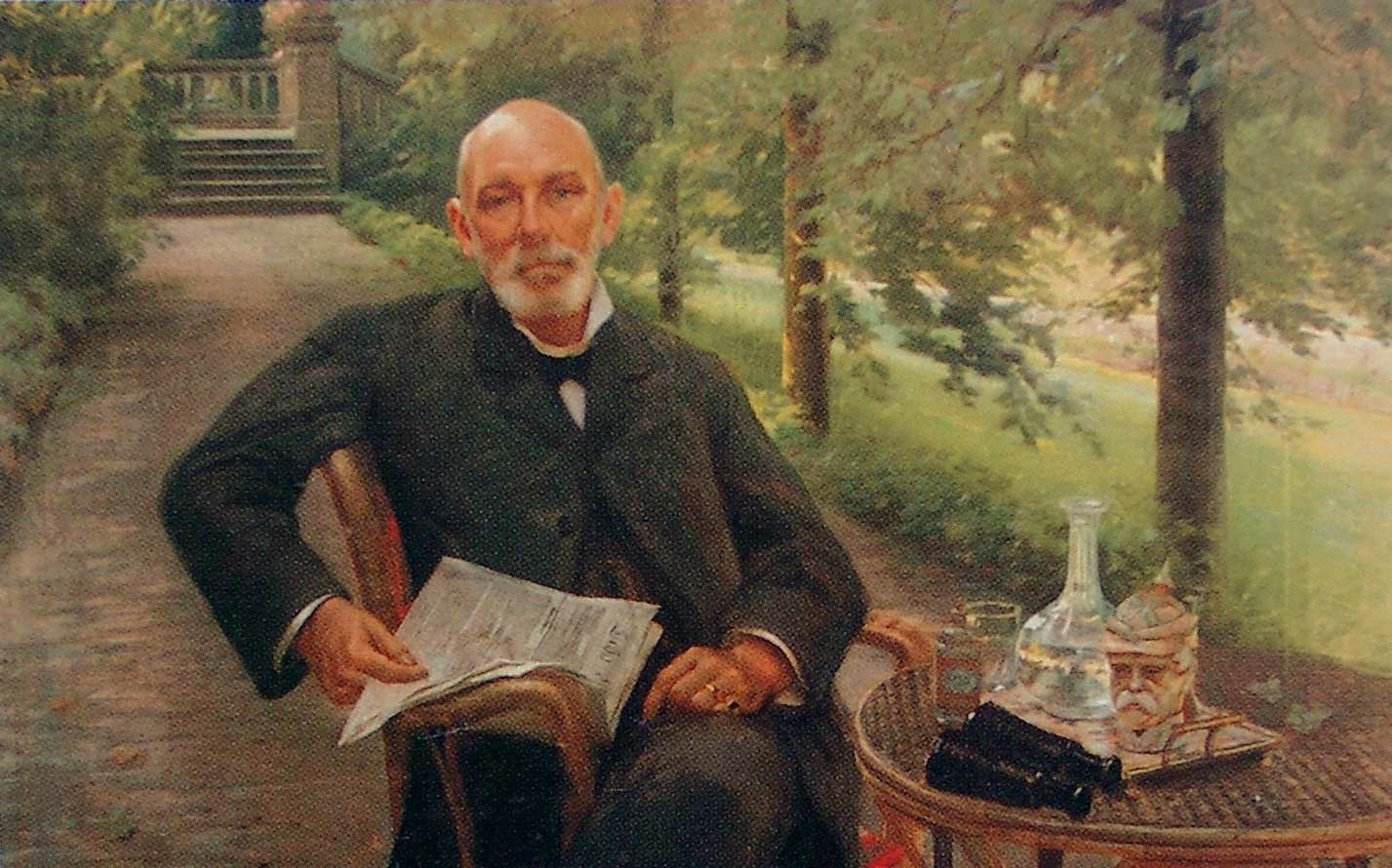
Ferdinand Mülhens (1844–1928)

- Mülhens, Julius (1879–1954), deutscher Verwaltungsjurist und Landrat
- Mülhens, Paul (1875–1926), deutscher Kommunalpolitiker, Oberbürgermeister in Hamborn und Präsident des Regionalverbandes Ruhr
- Mülhens, Peter (1875–1945), deutscher Industrieller
- Mülhens, Peter Joseph (1801–1873), Unternehmer
- Mülhens, Wilhelm (1762–1841), Unternehmer
- Mulherin, Michelle (* 1972), irische Politikerin (Fine Gael)
- Mulherkar, Riley, US-amerikanischer Jazzmusiker (Trompete)
- Mulhern, John (1927–2007), US-amerikanischer Eishockeyspieler
- Mulhern, Mitchell (* 1991), australischer Radsportler
- Mulhern, Richard (* 1955), kanadischer Eishockeyspieler
- Mulhern, Stephen (* 1977), britischer Fernsehmoderator, Entertainer und MagierStephen Mulhern (* 1977)

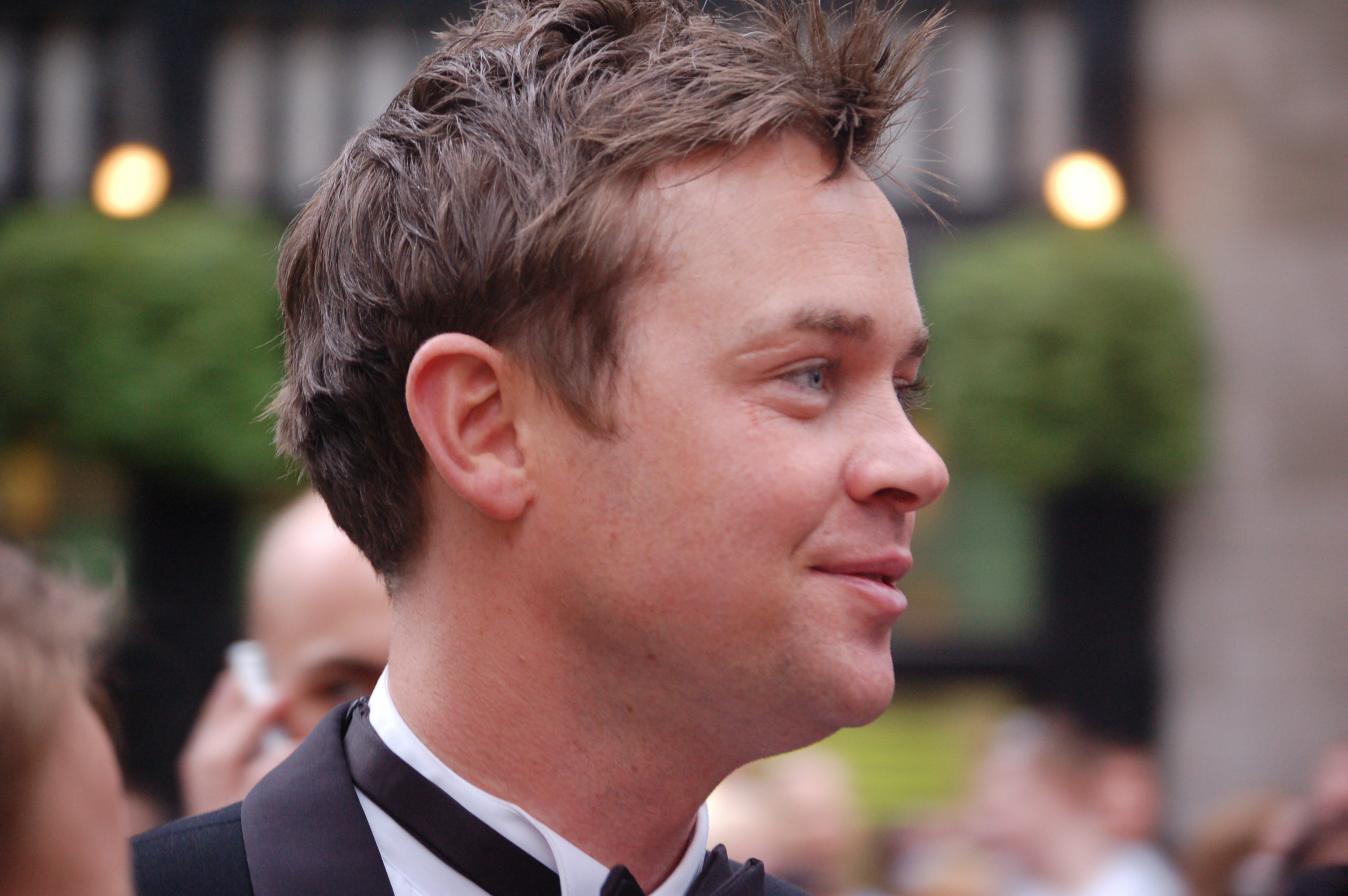
Stephen Mulhern (* 1977)

- Mulheron, Ashley (* 1986), schottische Schauspielerin

### Mulho
- Mulholland, Gordon (1921–2010), britischer Schauspieler
- Mulholland, Jim, US-amerikanischer Drehbuchautor, Filmproduzent und Schauspieler
- Mulholland, John (1898–1970), US-amerikanischer Zauberkünstler
- Mulholland, John F. Jr. (* 1955), US-amerikanischer Offizier, Generalleutnant der US-Army
- Mulholland, Mike, Spezialeffektekünstler
- Mulholland, Rob (* 1962), schottischer Bildhauer, Industriedesigner und Möbelbauer
- Mulholland, Siân Mulholland, australische Radsporttrainerin und Radsportlerin
- Mulholland, Tracy, US-amerikanische Schauspielerin, Drehbuchautorin und Filmproduzentin
- Mulholland, William (1855–1935), irisch-amerikanischer Ingenieur
- Mülholzer, Jakob, deutscher Maler